# مزيد الثلاثي بحرفين

أقسام الوزن في اللغة العربية

الفعل الثلاثي، يُزاد بحرفين على خمسة أوزان.

## الأوزان الخمسة
1. انفعل: بزيادة الألف والنون، مثل انكسر ـ انفتح ـ انقاد ـ انمحى.
2. افتعل: بزيادة الألف والتاء، مثل افتتح ـ افترش ـ اشتاق ـ اصطبر ـ اتّخذ ـ اتّقى ـ ادّعى ـ امتدّ.
3. تفاعل: بزيادة التاء والألف، مثل تقابل ـ تناوم ـ تبايع ـ تشاكى ـ اثّاقل.
4. تفعّل: بزيادة التاء وتضعيف العين، مثل تكبّر ـ تقدّم ـ توعّد ـ تزكّى.
5. افعلّ: بزيادة الألف وتضعيف اللام، مثل احمرّ ـ اصفرّ ـ اسودّ ـ ارعوى.

## معاني الأوزان
وهذه الزيادات لها معانٍ، تُوجَز فيما يلي:
- انفعل: وهذا الوزن لا يكون إلا لازمًا، مثل انطلق، فإذا كان الثلاثي المجرد متعديًّا، وزيد ألفا ونونا صار لازمًا، وفائدة المطاوعة أن أثر الفعل يظهر على مفعوله فكأنه استجاب له، ولذلك سميت هذه النون نون المطاوعة، مثل :

1. كسرت الشيء فانكسر.
2. فتحته فانفتح.
3. قدته فانقاد.

- افتعل: وأشهر معانيه ما يلي:

1. المطاوعة
  1. وهو يطاوع الفعل الثلاثي، مثل جمعته فاجتمع، ولفتّه فالتفت.
  2. ويطاوع الثلاثي المزيد بالهمزة (أفعل) مثل أنصفته فانتصف، وأسمعته فاستمع.
  3. ويطاوع الثلاثي المضعف العين (فعّل) مثل قرّبته فاقترب ، وسوّيته فاستوى.
2. الاشتراك
  1. مثل اقتتل زيد وعمرو، اختلف زيد وعمرو، اشترك زيد وعمرو.
  2. ومن الواضح أن هذا الوزن يدل على ما يدل عليه وزن (فاعل) من المشاركة ، غير ان الاسم هناك منصوب ، أما الاسم هنا فهو مشترك مع الفاعل في الرفع عن طريق العطف.
3. الاتخاذ
  1. مثل امتطى: اتخذ مطيةً، اكتال: اتخذ كيلًا، اذّبح: اتخذ ذبيحةً.
4. المبالغة في معنى الفعل
  1. اقتلع ـ اكتسب ـ اجتهد.

- تفاعل: وأشهر معانيه:

1. المشاركة بين اثنين فأكثر، مثل تقاتل زيد وعمرو، وتجادل زيد وعمرو وعلىّ.
2. التظاهر، ومعناه الادعاء بالاتصاف بالفعل مع انتفائه عنه، مثل تناوم ـ تكاسل ـ تجاهل ـ تعامى.
3. الدلالة على التدريج أي حدوث الفعل شيئا فشيئًا، مثل: تزايد المطر، وتواردت الأخبار.
4. المطاوعة، وهو يطاوع وزن (فاعل) مثل باعدته فتباعد، وواليته فتوالى.

- تفعّل: وأشهر معانيه

1. المطاوعة، وهو يطاوع (فعّل) مثل أدبته فتأدب ـ علمته فتعلمّ.
2. التكلف، وهو الدلالة على الرغبة في حصول الفعل له واجتهاده في سبيل ذلك، ولا يكون ذلك إلا في الصفات الحميدة مثل تصبّر ـ تشجّع ـ تجلّد ـ تكرّم. أي أنه لا يكون من صفات مكروهة كالجهل أو القبح أو البخل.
3. الاتخاذ: مثل تسنم فلان المجد، أي اتخذه سنامًا. وتوسد ذراعه أي اتخذها وسادة.
4. التجنب: وهو دلالة على ترك معنى الفعل والابتعاد عنه مثل : تهجّد أي ترك الهجود. وتأثم أي ترك الإثم، وتحرّج أي ترك الحرج.

- افعلّ: وهذا الوزن لا يكون إلا لازمًا، ويأتي من الأفعال الدالة على الألوان والعيوب بقصد المبالغة فيها

1. مثل اسمرّ ـ ابيضّ ـ اعرجّ ـ اعورّ.[1]